# Llac de Bienne

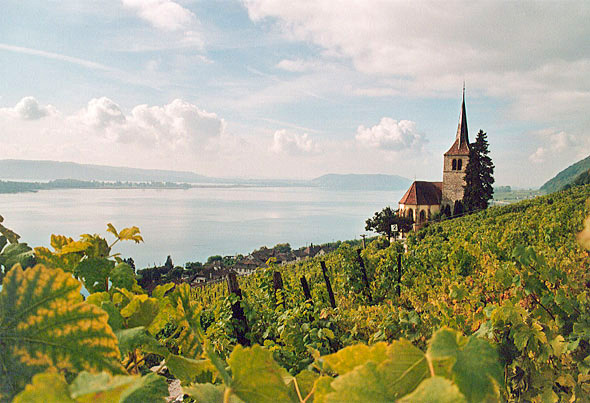
Llac de Biel o Bienne

El llac de Bienne o llac de Biel (Bielersee en alemany, Lac de Bienne en francès) és un dels tres llacs (els altres són el de Morat i el de Neuchâtel, o Murtensee  i Neuenburgersee en alemany) al peu del massís del Jura.
Està situat al cantó de Berna, a Suïssa. El cantó de Neuchâtel també toca la riba del llac a l'extrem oest.
Fa 15 km de llarg i la seva amplada màxima és de 4,1 km. La seva superfície és de 39,3 km² i la seva profunditat màxima és de 74 m. El volum d'aigua és d'1,12 km³ aproximadament i està a 429 metres sobre el nivell del mar.
El llac de Bienne, o de Biel, té una conca de 8.305 km². L'aportació mitjana d'aigua és de 244 m³/s.
Des del 1878 i la primera correcció de les aigües del Jura, l'Aar desguassa al llac de Bienne i és el seu principal afluent. Altres són el Thielle, el rierol de Douanne i el Suze.
El llac rep el seu nom de la ciutat bilingüe de Bienne (Biel en alemany), que es troba a l'extrem est.